# Línea 6 del Metro de São Paulo
La Línea 6 - Naranja será una nueva línea que formará parte del Metro de São Paulo, en Brasil. Será la octava línea de la red de Metro y la decimoquinta línea de la Red Metropolitana de Transporte de São Paulo. El tramo, que tendrá dieciséis kilómetros cuando esté finalizado, conectará la Estación São Joaquim, ya existente en la Línea 1 - Azul, con la futura estación a ser construida en el barrio de Brasilândia.

## Características
La línea será completamente subterránea y tendrá dieciséis kilómetros de extensión y 15 estaciones, y se proyecta para la misma un movimiento diario de 630 000 pasajeros.

## Histórico

Mapa futuro de la Red Metropolitana de Transporte de São Paulo, ya con la Línea 6 - Naranja y todos las demás que están en construcción o expansión en este momento.

Esta nueva línea tendrá conexión con las líneas 7 y 8 de la Compañía Paulista de Trenes Metropolitanos (CPTM) y las líneas 1, 2 y 4 del metro, más otras dos líneas en proyecto para el metro aun sin cronograma definido, uniendo las regiones Noroeste, Oeste, Centro y Sudeste-Este de São Paulo., añadiendo 15,3 kilómetros de extensión, con 15 nuevas estaciones. La demanda prevista para esta línea es de 600 mil pasajeros por día. En 2008 el pronóstico era de que las obras comenzaran en 2010, con previsión de inicio parcial de las operaciones en 2012 y funcionamiento total para el inicio de 2015, pero dos años después ya se preveía que el proyecto ejecutivo sería finalizado en 2011, con las primeras estaciones abiertas entre 2013 y 2014 o máximo en 2016, según algunos ingenieros del Metro.
El 25 de marzo de 2008, el gobierno estadual y la prefectura de São Paulo se comprometieron en entregar la nueva línea del metro para un plazo máximo en 2012. La gestión municipal transfirió al estado el 26 de mayo de ese año 75 millones de reales para bancar los proyectos preliminares para la construcción de esta línea. Al comienzo, la operación de la línea estará a cargo del Metro, pero aun existe la posibilidad de realizar una Asociación Público-Privada similar a la de la Línea 4 - Amarilla.
Actualmente, está confirmada la extensión de la línea entre Freguesia do Ó y la Estación São Joaquim de la Línea 1 - Azul. Para esta línea, está en proyecto extenderla hasta Vila Prudente. El tramo Vila Prudente ↔ Oratório será un ramal de la Línea 2-Verde, con pronóstico de finalización en 2010 o 2011 contando con tres estaciones, lo que quitara congestionamiento al tránsito caótico de barrios muy densos de la capital como Vila Alpina y Sapopemba. Según el secretario José Luiz Portella, "dos o tres estaciones" podrían ser inauguradas en 2011.
En la otra punta de la línea, el gobernador José Serra anunció el 4 de diciembre de 2008 que habría dos ramales saliendo de Freguesia do Ó en dirección de la periferia de la Zona Norte, uno en Brasilândia, al lado de un terminal de Ómnibus que está en estudio por la prefectura, y otro en la Vila Nova Cachoeirinha, en el Largo do Japonês, al lado de una terminal de Ómnibus ya existente. Será la primera vez que el metro paulistano usará un trayecto en forma de "Y", algo que ya existe en los Estados Unidos, en Europa y en Australia, además de existir también en otros sistemas Brasileños, como el Metro de Brasilia. El director de planificación del Metro, Marcos Kassab, explicó que no será necesario hacer transbordos en la estación Freguesia do Ó, porque los trenes pasarán con destinos diferentes alternadamente por la línea.
El gobierno de São Paulo no transfirió los 45 millones de dólares que eran parte del presupuesto de la obra para 2009.
El proyecto funcional de la línea fue divulgado en junio del 2010 y mencionaba la desapropiación de 350 inmuebles comerciales y residenciales a lo largo de la línea, incluyendo la sede de la escuela de samba Vai-Vai, en Bela Vista, y una unidad de los supermercados Pão de Açúcar en Higienópolis. El Jornal da Tarde informó en una noticia de las desapropiaciones una preocupación en evitar la desapropiación de inmuebles residenciales en barrios céntricos y más valorizados, lo que no habría sucedido en la periferia.
La obra fue iniciada en enero de 2015 y fue paralizada en 2 de septiembre de 2016 con 15% de avance en los trabajos. Tras un largo proceso de renegociación con el consorcio de construcción, la obra fue reiniciada en 6 de octubre de 2020 y estará lista en 2025

## Proyectos de estaciones
A continuación se presenta la lista de estaciones planificadas para la línea 6, con plazo de inicio de las obras previsto para el cuarto trimestre del 2010 y entrega de las primeras estaciones para 2012. El pronóstico para la finalización de las estaciones en su totalidad será para 2015. La estación Santa Marina aun está en estudio.
| Nombre de la estación  | Integraciones                       |
| ---------------------- | ----------------------------------- |
| Brasilândia            |                                     |
| Vila Cardoso           |                                     |
| Itaberaba              |                                     |
| João Paulo I           |                                     |
| Freguesia do Ó         |                                     |
| Santa Marina           | Línea 20 - Rosa                     |
| Água Branca            | Línea 7 - Rubi y Línea 8 - Diamante |
| Pompéia                |                                     |
| Perdizes               |                                     |
| Cardoso de Almeida     |                                     |
| FAAP-Pacaembu          |                                     |
| Higienópolis-Mackenzie | Línea 4 - Amarilla                  |
| 14 Bis /Treze de Maio  |                                     |
| São Joaquim            | Línea 1 - Azul                      |

Esta es la lista de estaciones previstas en el mapa de la Red Esencial, pero todavía no confirmadas:
| Nombre de la estación | Integraciones                             |
| --------------------- | ----------------------------------------- |
| Aclimação             |                                           |
| Lins de Vasconcelos   |                                           |
| Ricardo Jafet         |                                           |
| Bom Pastor            |                                           |
| Ipiranga              | Línea 10 - Turquesa y Expresso Tiradentes |